# Actus pontificum Cenomannis
L'Actus Pontificum Cenomannis est une série de courtes biographies des évêques du Mans, à commencer par le premier d'entre eux, Julien, supposé être l'un des soixante-dix disciples. 

## Historique
Le texte initial a été écrit au milieu du IXe siècle, probablement par un prêtre ou religieux de la cathédrale du Mans. Il y a eu plusieurs ajouts au cours du Moyen Âge. Une bonne partie des informations de cet ouvrage, dont plusieurs chartes et diplômes, est partiellement ou totalement fictive.
L'Actus faisait probablement partie d'une campagne ambitieuse visant étendre les droits de l'évêque aux monastères voisins, en particulier l'abbaye bénédictine de Saint-Calais. Cette tentative échoua au conseil royal de Verberie en 863. Ce texte est une trace importante de l'idéologie épiscopale carolingienne.